# Eric Brochon
Eric Charles Nestor Brochon (Losanna, 13 luglio 1905 – Losanna, 11 marzo 1991) è stato un pallanuotista svizzero.
Ha fatto parte della Svizzera che ha partecipato ai Giochi di Amsterdam 1928.